# The European Review of Books
The European Review of Books è una rivista letteraria e culturale, che propone saggi, narrativa e poesia. La rivista è pubblicata in formato cartaceo e online e contiene articoli scritti in lingua inglese e nella lingua madre dello scrittore.

## Storia
Nel maggio del 2021 i fondatori lanciarono una campagna di crowdfunding per raccogliere le prime risorse che avrebbero dato vita alla rivista.
Il primo numero è uscito nel mese di giugno 2022.